# DTNBP1
DTNBP1 (англ. Dystrobrevin binding protein 1) – білок, який кодується однойменним геном, розташованим у людей на короткому плечі 6-ї хромосоми. Довжина поліпептидного ланцюга білка становить 351 амінокислот, а молекулярна маса — 39 493.
| 10         |  | 20         |  | 30         |  | 40         |  | 50         |
| ---------- |  | ---------- |  | ---------- |  | ---------- |  | ---------- |
| MLETLRERLL |  | SVQQDFTSGL |  | KTLSDKSREA |  | KVKSKPRTVP |  | FLPKYSAGLE |
| LLSRYEDTWA |  | ALHRRAKDCA |  | SAGELVDSEV |  | VMLSAHWEKK |  | KTSLVELQEQ |
| LQQLPALIAD |  | LESMTANLTH |  | LEASFEEVEN |  | NLLHLEDLCG |  | QCELERCKHM |
| QSQQLENYKK |  | NKRKELETFK |  | AELDAEHAQK |  | VLEMEHTQQM |  | KLKERQKFFE |
| EAFQQDMEQY |  | LSTGYLQIAE |  | RREPIGSMSS |  | MEVNVDMLEQ |  | MDLMDISDQE |
| ALDVFLNSGG |  | EENTVLSPAL |  | GPESSTCQNE |  | ITLQVPNPSE |  | LRAKPPSSSS |
| TCTDSATRDI |  | SEGGESPVVQ |  | SDEEEVQVDT |  | ALATSHTDRE |  | ATPDGGEDSD |
| S          |  |            |  |            |  |            |  |            |

A: Аланін

C: Цистеїн

D: Аспарагінова кислота

E: Глутамінова кислота

F: Фенілаланін

G: Гліцин

H: Гістидин

I: Ізолейцин

K: Лізин

L: Лейцин

M: Метіонін

N: Аспарагін

P: Пролін

Q: Глутамін

R: Аргінін

S: Серин

T: Треонін

V: Валін

W: Триптофан

Кодований геном білок за функцією належить до фосфопротеїнів. 
Задіяний у такому біологічному процесі, як альтернативний сплайсинг. 
Локалізований у клітинній мембрані, цитоплазмі, ядрі, мембрані, клітинних контактах, ендоплазматичному ретикулумі, цитоплазматичних везикулах, синапсах, ендосомах.